# Monsenhor Hipólito
Monsenhor Hipólito é um município brasileiro do estado do Piauí. 
Com altitude de 257 metros, o município se localiza à latitude 06°59'47" sul e à longitude 41°01'47" oeste. Sua população estimada em 2010 era de 7 391 habitantes, distribuídos em 401,433 km² de área.